# Bolbelasmus rotundipennis
Bolbelasmus rotundipennis es una especie de coleóptero de la familia Geotrupidae.

## Distribución geográfica
Habita en México.